# Blephariceromorpha
Infra-ordre
Synonymes
- Blefaroceriformi Séguy, 1951[2]
- Blepharicerimorpha Steyskal, 1974[2]

Les Blephariceromorpha sont un infra-ordre d'insectes diptères nématocères.

## Liste des super-familles et familles
Selon BioLib (5 mai 2019) :
- super-famille Blephariceroidea Hennig, 1973
  - famille Blephariceridae Schiner, 1862 – en anglais, net-winged midges
  - famille Deuterophlebiidae Edwards, 1922 – mountain midges
- super-famille Nymphomyoidea Cutten & Kevan, 1970
  - famille Nymphomyiidae Tokunaga, 1932 – nymphomyiid crane flies, nymphomyiid flies